# Генрі Майлз
Генрі Майлз (2.06.1698 — 10.02.1763), член Лондонського королівського товариства, був англійським дисидентським пастором і науковим письменником, відомим своїми експериментами з електрики.

## Життя
Він народився в Страуді, Глостершир, 2 червня 1698 року. Ймовірно, вчився в Лондоні, щоб стати дисидентським священником. Його перше призначення було в Нижньому Тутінгу, Суррей, де він став наступником пресвітеріанця Френсіса Фрімена (помер 17 листопада 1726 року). У той час Майлз був незалежним (конгрегаціоналістом). Він був висвячений у 1731 році. У 1737 році, все ще зберігаючи своє керівництво Тутінгом, він став помічником Семюеля Чендлера в будинку зборів старих євреїв . З цього часу його зараховували до пресвітеріан.
Він обіймав подвійну посаду до 1744 року, а потім до кінця свого життя був пастором тільки в Тутінгу, маючи Джона Бізли своїм помічником з 1756 року. У 1743 році його було обрано членом Королівського товариства, а в 1744 році він отримав ступінь доктора богослов'я (D.D.) від Університету Абердина. Своїй кафедрі протягом тридцяти років він присвячував два дні на тиждень, прокидаючись між другою та третьою ранку, щоб написати свої проповіді.
Він був другом Даніеля Ніла та Натаніеля Ларднера, а також кореспондентом Філіпа Доддриджа, якому він відіслав кілька критичних зауважень до свого «Сімейного тлумача». Він помер 10 лютого 1763 року. Його похоронну проповідь виголосив Філіп Фюрно .

## Спадщина
Його вдова, Емма Майлз (померла в 1790 році), за актами від 6 жовтня 1763 року та 15 лютого 1766 року виділила суму в 500 фунтів стерлінгів на служіння в Тутінгу та передала будинок зборів довіреним особам для використання дисидентами «пресвітеріанського або незалежного віросповідання». У 1880 році майно стало предметом судового розгляду в Канцлерському суді, який було вирішено 1 березня 1888 року на користь незалежних.

## Праця
Його статті в «Philosophical Transactions» охоплюють період з 1741 по 1753 рік і стосуються природознавства, метеорології та електрики, в яких він проводив нові експерименти. Він надав допомогу Томасу Берчу у його виданні (1744) творів Роберта Бойля.